# Clifford Irving
Clifford Michael Irving (New York, 5 novembre 1930 – Sarasota, 19 dicembre 2017) è stato uno scrittore statunitense.

## Biografia
È conosciuto per aver spacciato nei primi anni settanta una falsa autobiografia di Howard Hughes ad una famosa casa editrice. Per questo Irving fu denunciato da Hughes e, dopo aver confessato l'imbroglio, passò 17 mesi in prigione. A quei fatti è ispirato il film del 2006 L'imbroglio - The Hoax, nel quale fu impersonato da Richard Gere.
Irving comparve anche nel film di Orson Welles F come falso (1973) insieme al celebre falsario d'arte Elmyr de Hory, di cui aveva scritto la biografia (Fake! The Story of Elmyr de Hory, the Greatest Art Forger of Our Time).

## Opere
- On a Darkling Plain (1956)
- The Losers (1958)
- The Valley (1960)
- The 38th Floor (1965)
- The Battle of Jerusalem (1967)
- Spy (1968)
- Fake! The Story of Elmyr de Hory, the Greatest Art Forger of Our Time (1969); in italiano: Fake! La vera storia di Elmyr de Hory, il più grande falsario di tutti i tempi, Lupetti - Editori di Comunicazione, Milano, 2011.
- Autobiography of Howard Hughes (1971)
- The Death Freak (1976)
- The Sleeping Spy (1979)
- The Hoax (1981)
- Tom Mix and Pancho Villa (1981)
- The Angel of Zin (1983)
- Daddy's Girl (1985)
- Trial (1987)
- Final Argument (1990)
- The Spring (1995)
- Phantom Rosebuds (2008)